# Reginald Sayre
Reginald Hall Sayre (ur. 15 października 1859 w Nowym Jorku, zm. 29 maja 1929 w Manhattanie) – amerykański strzelec, olimpijczyk.
Ukończył Columbia University, odbierając w 1884 roku wykształcenie medyczne. Był członkiem lekkoatletycznej drużyny uczelnianej, zwyciężając w chodzie sztafetowym na 1 milę (1879–1881) i 2 mile (1879) podczas akademickich mistrzostw Stanów Zjednoczonych (IC4A). Był także drugi w chodzie na 3 mile podczas mistrzostw kraju w 1876 roku (AAU). 
Po ukończeniu studiów praktykował w szpitalach Bellevue i St. Vincent’s, zostając wkrótce kierownikiem chirurgii ortopedycznej pierwszego z nich. W latach 1891–1892 był wiceprzewodniczącym American Orthopaedic Association, a także przewodniczącym w latach 1904–1905. Przez 42 lata członek New York Academy of Medicine, w której piastował różne funkcje, w tym na przewodniczącym tejże kończąc. Podczas I wojny światowej był podpułkownikiem i uczył ortopedii na New York University.
Sayre wystąpił dwukrotnie na igrzyskach olimpijskich (IO 1908, IO 1912). Najwyższe pozycje osiągnął podczas zawodów w Sztokholmie. Indywidualnie najlepszy wynik zdobył w pistolecie dowolnym z 50 m, w którym ukończył zawody na 13. miejscu. Najbliżej miejsca na podium był w drużynowym strzelaniu z pistoletu pojedynkowego z 30 m – wraz z drużyną był czwarty, samemu osiągając drugi najlepszy wynik w zespole (skład reprezentacji: John Dietz, Alfred Lane, Reginald Sayre, Walter Winans).

## Wyniki

### Igrzyska olimpijskie
| Igrzyska | Konkurencja                           | Wynik                             | Miejsce | Źródło |
| -------- | ------------------------------------- | --------------------------------- | ------- | ------ |
| IO 1908  | Pistolet dowolny, 50 jardów           | 430 pkt.                          | 21      | [ 2 ]  |
| IO 1912  | Pistolet dowolny, 50 m                | 452 pkt.                          | 13      | [ 3 ]  |
| IO 1912  | Pistolet pojedynkowy, 30 m            | 268 pkt.                          | 19      | [ 4 ]  |
| IO 1912  | Pistolet pojedynkowy, 30 m, drużynowo | 1097 pkt. (druż.) 273 pkt. (ind.) | 4       | [ 1 ]  |